# Sam Jaffe
Sam Jaffe, pseudonimo di Shalom Jaffe (New York, 8 marzo 1891 – Beverly Hills, 24 marzo 1984), è stato un attore statunitense.

## Biografia
Nato a New York da genitori ebrei russi, Heida (Ada) Epstein e Bernhard Barnett Jaffe, era il più giovane di quattro figli e crebbe bilingue in russo e inglese. Sua madre era un'attrice yiddish che aveva lavorato a Odessa, in Ucraina, prima di trasferirsi negli Stati Uniti; suo padre era un gioielliere. Da bambino, Jaffe apparve in produzioni teatrali yiddish con sua madre, divenuta un'attrice di spicco e una star del vaudeville statunitense. Si laureò alla Townsend Harris High School e studiò ingegneria al City College di New York, laureandosi nel 1912. In seguito frequentò la Columbia University e lavorò per diversi anni come insegnante di matematica, e poi preside, presso il Bronx Cultural Institute, una scuola preparatoria del college, prima di tornare a recitare nel 1915.
Dopo una lunga esperienza teatrale, ottenne un ruolo significativo, quello del granduca Pietro (futuro imperatore Pietro III di Russia) nel delirante e barocco L'imperatrice Caterina (1934) di Josef von Sternberg, a fianco di Marlene Dietrich. Questo brillante esordio fu l'inizio di una carriera cinematografica, ricca di numerose caratterizzazioni di rilievo. Venne diretto da registi quali Frank Capra in Orizzonte perduto (1937), George Stevens in Gunga Din (1939), nel ruolo del portatore d'acqua indiano che dà il titolo al film, Elia Kazan in Barriera invisibile (1947), Robert Wise in Ultimatum alla Terra (1951), William Wyler in Ben-Hur (1959), dove interpretò il ruolo di Simonide.
Nel 1950 interpretò il ruolo di Doc Erwin Riedenschneider, l'ideatore della rapina su cui è incentrata la trama del film, nel noir Giungla d'asfalto di John Huston, accanto a Sterling Hayden, Louis Calhern e alla giovane ed emergente Marilyn Monroe. Per la sua incisiva interpretazione, Jaffe ottenne la Coppa Volpi per la miglior interpretazione maschile alla 15ª Mostra internazionale d'arte cinematografica di Venezia e una candidatura all'Oscar al miglior attore non protagonista. Oltre che per il cinema lavorò a spettacoli per la televisione, come il medical drama Ben Casey, di cui girò 127 episodi dal 1961 al 1966, nel ruolo del Dr. David Zorba.
Morì di cancro nel 1984, a 93 anni.

## Filmografia parziale

### Cinema
- L'imperatrice Caterina (The Scarlet Empress), regia di Josef von Sternberg (1934)
- Resurrezione (We Live Again), regia di Rouben Mamoulian (1934)
- Orizzonte perduto (Lost Horizon), regia di Frank Capra (1937)
- Gunga Din, regia di George Stevens (1939)
- La taverna delle stelle (Stage Door Canteen), regia di Frank Borzage (1943)
- Il 13 non risponde (13 Rue Madeleine), regia di Henry Hathaway (1947)
- Barriera invisibile (Gentleman's Agreement), regia di Elia Kazan (1947)
- Delitto senza peccato (The Accused), regia di William Dieterle (1949)
- La corda di sabbia (Rope Of Sand), regia di William Dieterle (1949)
- Giungla d'asfalto (The Asphalt Giungle), regia di John Huston (1950)
- I due forzati (Under The Gun), regia di Ted Tetzlaff (1951)
- La conquistatrice (I Can Get It for You Wholesale), regia di Michael Gordon (1951)
- Ultimatum alla Terra (The Day the Earth Stood Still), regia di Robert Wise (1951)
- Le spie (Les Espions), regia di Henri-Georges Clouzot (1957)
- Il barbaro e la geisha (The Barbarian and the Geisha), regia di John Huston (1958)
- Ben-Hur (Ben-Hur: A Tale of the Christ), regia di William Wyler (1959)
- I cannoni di San Sebastian (La bataille de San Sebastien), regia di Henri Verneuil (1968)
- Quel fantastico assalto alla banca (The Great Bank Robbery), regia di Hy Averback (1969)
- Le vergini di Dunwich (The Dunwich Horror), regia di Daniel Haller (1970)
- Pomi d'ottone e manici di scopa (Bedknobs and Broomsticks), regia di Robert Stevenson (1971)
- Niente dura per sempre (Nothing Lasts Forever), regia di Tom Schiller (1984)

### Televisione
- Westinghouse Desilu Playhouse – serie TV, episodio 2x07 (1959)
- Alfred Hitchcock presenta (Alfred Hitchcock Presents) – serie TV, episodio 5x16 (1960)
- Ben Casey – serie TV, 127 episodi (1961-1965)
- Bonanza – serie TV, episodio 7x23 (1966)
- Tarzan – serie TV, episodi 2x04-2x05 (1967)
- Mistero in galleria (Night Gallery) – serie TV, episodio pilota (1969)
- L'uomo che gridava al lupo (The Old Man Who Cried Wolf), regia di Walter Grauman – film TV (1970)
- Le strade di San Francisco (The Streets of San Francisco) – serie TV, episodio 3x14 (1974)
- Colombo (Columbo) – serie TV, episodio 5x01 (1975)
- Kojak – serie TV, episodio 5x08 (1977)

### Cortometraggi
- A Cheap Vacation, regia di P.D. Hugon (1916)

## Doppiatori italiani
- Lauro Gazzolo in Il 13 non risponde, Barriera invisibile, Delitto senza peccato, La corda di sabbia, Giungla d'asfalto, La conquistatrice, Ultimatum alla Terra, Ben-Hur
- Olinto Cristina in Orizzonte perduto
- Nino Camarda in Gunga Din
- Amilcare Pettinelli in I due forzati
- Gino Baghetti in I cannoni di San Sebastian
- Bruno Persa in Pomi d'ottone e manici di scopa
- Mario Milita in Orizzonte perduto (ridoppiaggio)

## Riconoscimenti
- Premi Oscar 1951 – Candidatura all'Oscar al miglior attore non protagonista per Giungla d'asfalto